# مادارا اوچیها
مادارا اوچیها (ژاپنی: うちは マダラ هپبورن: Uchiha Madara) یک شخصیت خیالی در مجموعه مانگا و انیمه ناروتو است که توسط ماساشی کیشیموتو خلق شده است. او رهبر قبیله اوچیها بود و همراه با رقیبش هاشیراما سنجو به قصد شروع دوران صلح دهکده کونوهاگاکوره را تأسیس کرد. زمانی که این دو نتوانستند بر سر مسئلهٔ صلح به نتیجه برسند مبارزه برای هدایت دهکده آغاز شد با این حال مادارا به صورت پنهانی نقشه‌های خود را پیش برد. در واقع، یک شایعه است که می‌گویند مادارا اوچیها مرده است. اما او در واقع زنده است و ساسوکه اوچیها تنها باقیمانده از خاندان اوچیها نیست، بلکه از خاندان اوچیها، همهٔ آن‌ها از جمله مادارا اوچیها، بر جای مانده‌اند و قادر به زندگی هستند. بعد از اینکه مادارا نقشه‌هایش را عملی کرد، مردم دهکده تازه فهمیدند که مادارا دروغ گفته است و در واقع زنده است. اینطور شد که مردم دهکده به قدرت زیاد مادارا پی بردند. اما با این حال، مادارا باز هم دشمن‌هایی دارد که با آن‌ها می‌جنگد و در همهٔ جنگ‌هایش پیروز می‌شود.

## پیدایش

### در ناروتو
مادارا در قسمت دوم مانگا ناروتو ذکر شده است اما در اکثر سریال‌ها به جز قوس جنگی ظاهر نمی‌شود. در دوران کودکی خود، با کودکی به نام هاشیراما آشنا شد، اما در میان درگیری‌های قبیله‌های مربوطه که منجر به جنگ شد، دوستی آنها پایان می‌یابد. مادارا پس از شکست در چندین تلاش برای کشتن یا شکست دادن رقیب خود، با او دوست شد و پیمان صلح بین دو قبیله را پذیرفت. اوچیها، سنجو و همه قبیله‌های وابسته به آنها گرد هم آمدند تا دهکده‌ای را تشکیل دهند که مادارا آن را کونوهاگاکوره نامید. مادارا رویکردی بی رحمانه در پیش گرفت و روش‌های دلسوزانه هاشیراما را دوست نداشت. پس از مرگ برادرش، ایزونا، مادارا بدبین و انتقام جو شد و از قبیله سنجو کینه به خاطر سلاخی برادرانش در جنگ داشت. پس از فرار از کونوها، او معتقد بود که صلح واقعی وجود ندارد. او با از دست دادن تمام خانواده‌اش و درگیری بر سر هم قبیله‌های خود، تصمیم گرفت دنیا را از دردهای آن رها کند، با انداختن تسوکویومی بی‌نهایت (無限月読، Mugen Tsukuyomi) بر کل جهان تا جنگ و مرگی در کار نباشد. اعتقاد بر این است که مادارا توسط هاشیراما کشته شده است، اما او زنده می‌ماند و مخفی می‌شود و نقشه‌هایش را مخفیانه عملی می‌کند.

## ایجاد و طراحی
مادارا از تمایل ماساشی کیشیموتو برای توضیح بیشتر در مورد پایان سریال مانگا ناروتو سرچشمه گرفت. هنگامی که سریال قسمت دوم خود را آغاز کرد که به سادگی به عنوان "Part II" در مانگا و Shippuden در انیمه از آن یاد می‌شود، کیشیموتو احساس کرد که باید یک قوس داستانی ایجاد کند که بر تراژدی جنگ‌ها تأکید کند و به قوس پایانی منجر شود که شامل آن می‌شود. یک جنگ به گفته کیشیموتو، ناروتو و گروهش در کودکی در قسمت اول ضعیف بودند و او می‌خواست آنها را در قسمت دوم قوی تر کند. به همین دلیل است که او آکاتسوکی‌ها (و بعداً در مادارا) را دشمن آنها معرفی کرد. کیشیموتو در مصاحبه ای اظهار داشت که «پرزرق و برق کردن» تبهکاران یکی از «اصول راهنمایی» است که او دنبال می‌کند. این تمایل او بود که شرورانی با "هاله‌های قدرتمند" خلق کند. مادارا در اواخر مانگا، به عنوان یکی از مغز متفکران منتهی به چهارمین جنگ جهانی شینوبی، در قوس پایانی ظاهر می‌شود. با این وجود، او می‌خواست از او یک آنتاگونیست جذاب بسازد که با ساسوکه اوچیها و هیولای دم‌دار معروف به ده دم درگیر شود تا به خط داستانی نتیجه‌گیری مناسبی بدهد.
به گفته کیشیموتو، مادارا مانند دیگر شخصیت‌های معرفی شده در این سریال نیست. او مادارا را شخصیتی بدون ضعف خلق کرد. کیشیموتو به‌عنوان یکی از آنتاگونیست‌های داستان، مادارا را به‌عنوان ضد ارزش‌های قهرمان داستان، یک ضدقهرمان کامل طراحی کرد. کیشیموتو همچنین گفت که ناروتو از زمان نبرد خود با ناگاتو همیشه دشمنان خود را بدون اینکه قصد کشتن آنها را داشته باشد با حل و فصل اختلافات با کلمات شکست می‌داد. ناروتو واقعاً دشمنش را به جای کشتن آنها بخشید، مفهومی که کیشیموتو دوست داشت اما هیچ مانگای شونن دیگری واقعاً از آن پیروی نکرد. کیشیموتو ایده تعامل دو شخصیت و حل و فصل اختلافاتشان را جالب تر و چالش برانگیزتر از کشتن آنها می‌دانست؛ بنابراین از نبرد ناگاتو به بعد، او تصمیم گرفت مادارای زنده شده را معرفی کند تا کسی را داشته باشد که باید شکست بخورد. به گفته کیشیموتو، این یکی از دلایلی بود که او ادو-مادارا را وارد خط داستانی کرد. اما او اعتراف کرد که این در ابتدا پیچیده بود. با سردرگمی در مورد تفاوت بین دو شخصیت به پایان رسید.
صداپیشه ژاپنی نائویا اوچیدا از صداپیشگی شخصیت مادارا لذت می‌برد، به ویژه در آخرین ضبط او که در آن به کازوهیکو اینوئه (کاکاشی هاتاکه) و واتارو تاکاگی (اوبیتو اوچیها) درود فرستاد. نیل کاپلان برای اولین بار در بازی ویدیویی Naruto Shippuden: Ultimate Ninja Storm 3 صداپیشگی مادارا را بر عهده داشت. از آنجایی که خط داستانی بازی مبارزه CyberConnect2 قبل از طرح سریال تلویزیونی بود، کارکنان آنها از او خواستند تا مانگای سریال را بخواند تا ایده ای از شخصیت پیدا کند. کاپلان گفت که این کار صدای مادارا را برای اولین بار برای او دشوار کرد.

## زندگی
مادارا اهل خاندان قدرتمند اوچیها بود. او در سن کودکی با هاشیراما سنجو آشنا و با او دوست شد. بعد از مدت‌ها آن دو تصمیم گرفتند برای مردم جنگ زده و بی دفاع دهکده ای بسازند به نام دهکده برگ. بعد از ساختن کونوها به علت اختلافات پیش آمده میان دو خاندان و مادارا و هاشیراما و پس از کشته شدن هر پنج برادر مادارا در جنگ و تصمیم مادارا برای راه انداختن ماه ابدی بین آن دو مبارزه ای درگرفت و در آن مبارزهٔ طاقت فرسا هاشیراما با اندوه فراوان مادارا را به قتل رساند. اما مادارا با استفاده از مجسمه ده دم خود را زنده نگه داشت و نقشه‌هایش را مخفیانه عملی کرد.

## توانمندی‌ها
مادارا یک نینجا بسیار قدرتمند است که در رتبه‌بندی قدرت در انیمه ناروتو رتبه سوم را به خود اختصاص داده است.
مادارا می‌تواند از مانگکیو شارینگان استفاده کند و با چاکرا پر حجمی که دارا هست می‌تواند با ده هزار شینوبی همزمان بجنگد توانایی او شامل تمام طبیعت‌های چاکرا است و می‌تواند روباه نه دم را نیز احضار و کنترل کند. او بعدها توانست صاحب رینگان شود که یکی از قویترین چشم‌های موجود در بین نینجاها است.
و او توانست نیمی از قدرت دانای شش طریقت را بدست آورد و با ایده های که داشت میخواست جهان شینوبی را تغییر و بازنویسی کند.